# Leandro Cabrera
Leandro Cabrera, né le 17 juin 1991 à Montevideo, est un footballeur uruguayen évoluant au poste de défenseur central à l'Espanyol de Barcelone.

## Biographie

### En club
Leandro Cabrera dispute quatre matchs en Copa Libertadores avec le Defensor Sporting Club. Il joue également plus de 200 matchs en deuxième division espagnole.
Le 20 janvier 2020, Cabrera signe à l'Espanyol de Barcelone un contrat de quatre ans pour neuf millions d'euros.
Cabrera est titulaire pour ses débuts le 25 janvier lors d'un nul 1-1 contre l'Athletic Bilbao au RCDE Stadium. L'Uruguayen s'installe rapidement dans la défense de l'Espanyol et enchaîne les rencontres, apportant son expérience à une défense souvent fébrile. Cependant, le club est relégué après une saison difficile en bas de tableau et revient en Segunda División pour la première fois depuis 1993. Cabrera totalise 17 matchs de Liga sur 19 possibles.
Cabrera, dont le contrat s'étire jusqu'en 2024, reste à l'Espanyol durant l'été 2020 et récupère le numéro 4, auparavant porté par Víctor Sánchez.

### En équipe nationale
Avec les moins de 20 ans, il participe à deux reprises à la Coupe du monde des moins de 20 ans, en 2009 puis en 2011. L'Uruguay atteint les huitièmes de finale du mondial 2009 mais ne dépasse pas la phase de groupe en 2011.

## Palmarès
- Finaliste du championnat sud-américain des moins de 20 ans en 2011 avec l'équipe d'Uruguay des moins de 20 ans